# جون ستيوارت بارني
جون ستيوارت بارني (بالإنجليزية: John Stewart Barney)‏ هو رسام وفنان أمريكي، ولد في 1869 في ريتشموند في الولايات المتحدة، وتوفي في 1925.